# Tânia Faillace
Tania Faillace é uma jornalista e escritora brasileira, autora de romances, novelas e contos. Além de dezenas de participações em antologias, destaca-se o livro inédito Beco da Velha, composto por dezenove volumes e num total de 7.748 páginas, escritas durante dez anos

## Romances
Fuga, 1964;
Adão e Eva, 1965;
Mário/Vera-Brasil, 1983;

## Novelas e contos
O 35º ano de Inês, 1ª ed, 1971; 3ª ed., 1977; 4ª ed, 2002;
Vinde a mim os Pequeninos, 1977
Tradição, Família e Outras Estórias, 1978

## Teatro
Ivone e sua família, 1978.